# Frederick C. Schreiber
Frederick Charles Schreiber, auch Fritz Schreiber (* 13. Jänner 1895 in Wien; † 15. Jänner 1985 in New York City), war ein US-amerikanischer Komponist, Organist und Chorleiter österreichischer Herkunft.

## Leben
Schreiber erhielt seinen ersten Klavierunterricht im Alter von acht Jahren. Nach dem Besuch eines humanistischen Gymnasiums studierte er an der Wiener Musikakademie und machte seinen Abschluss in Komposition, Dirigierkunst, Klavier und Violoncello. Sein Kompositionslehrer war Franz Schreker. Im Ersten Weltkrieg kämpfte er auf Seiten Österreich-Ungarns an der Italienfront. Nach dem Krieg heiratete er Lucy Ehrenreich († 1968). Schreiber war von 1920 bis 1921 Dirigent am Stadttheater Klagenfurt. Ab 1924 leitete er den Evangelisch-Reformierten Chorverein an der Reformierten Stadtkirche in Wien. 1927 wurde er Professor für Komposition, Musiktheorie und Instrumentation am Neuen Wiener Konservatorium.
Anfang 1939 emigrierten Schreiber und seine Frau nach New York City. Sie wurden 1945 US-amerikanische Staatsbürger. Frederick C. Schreiber unterrichtete auch in den Vereinigten Staaten weiterhin Klavier und Komposition. Bis 1958 war er Organist und Chorleiter an der German Evangelical Reformed Church in der East 68th Street, danach bis zu seiner Pensionierung 1972 musikalischer Leiter der Broadway Presbyterian Church in der 114th Street.

## Werk
Frederick C. Schreiber komponierte über 400 Werke, von denen jedoch nur ein kleiner Teil zu seinen Lebzeiten öffentlich aufgeführt wurde. Zwischen 1945 und 1956 gewann er zehn Kompositionswettbewerbe, wobei Schreibers prämierte Kompositionen unter anderem vom Philadelphia Orchestra unter Eugene Ormandy und vom Chicago Symphony Orchestra unter Fritz Reiner gespielt wurden. Schreibers Nachlass in der New York Public Library umfasst unter anderem zahlreiche Orchesterwerke, darunter neun Symphonien, sakrale Musik, Lieder und Bearbeitungen von Werken anderer Komponisten.